# Operador diferencial

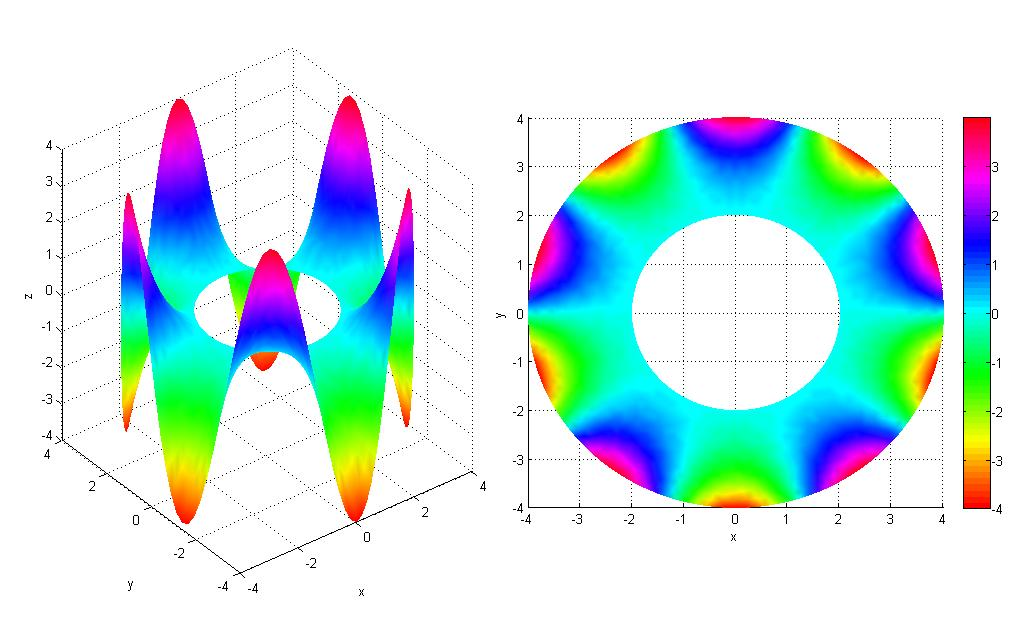
Una función armónica definida en un anillo. Funciones armónicas son exactamente las funciones que se encuentran en el núcleo del operador de Laplace, un operador diferencial importante.

En matemáticas, un operador diferencial es un operador lineal definido como una función del operador de diferenciación. Ayuda, como una cuestión de notación, considerar a la diferenciación como una operación abstracta, que acepta una función y regresa otra. 

## Definición
Supongamos que hay un mapa {\displaystyle A} de un espacio de funciones {\displaystyle F_{1}} a otro espacio de funciones {\displaystyle F_{2}}  y una función {\displaystyle f\in F_{2}} de forma que {\displaystyle f} sea la imagen de {\displaystyle u\in F_{1}}, es decir, {\displaystyle f=A(u)}. Un operador diferencial se representa como una combinación lineal, finitamente generada por y sus derivados que contienen un grado más alto tal como
{\displaystyle P(x,D)=\sum _{|\alpha |\leq m}a_{\alpha }(x)D^{\alpha }\ ,}
donde el conjunto de enteros no negativos  {\displaystyle \alpha =(\alpha _{1},\alpha _{2},\cdots ,\alpha _{n})} se llama un multi-índice, {\displaystyle |\alpha |=\alpha _{1}+\alpha _{2}+\cdots +\alpha _{n}} se llama longitud, {\displaystyle a_{\alpha }(x)} son funciones de algún dominio abierto en el espacio n-dimensional y {\displaystyle D^{\alpha }=D_{1}^{\alpha _{1}}D_{2}^{\alpha _{2}}\cdots D_{n}^{\alpha _{n}}}. La derivada anterior es una como funciones o, a veces, distribuciones o hiperfunciones y {\displaystyle D_{j}=-i{\frac {\partial }{\partial x_{j}}}}  o a veces, {\displaystyle D_{j}={\frac {\partial }{\partial x_{j}}}}.

## Caso con una variable
El uso más común del operador diferencial es realizar la derivada en sí misma. Las notaciones comunes de este operador incluyen:

{\displaystyle {d \over dx},\quad D_{x},\quad D\,}

Las dos primeras se usan fundamentalmente cuando se quiere hacer explícita la variable respecto a la cual se toman las derivadas ordinarias, la última forma sólo se usa cuando por el contexto está claro cuál es la variable respecto a la que se deriva (sin necesidad de explicitarla). Las primeras derivadas se toman como arriba, pero para las derivadas de orden superior, las n-ésimas, son útiles los siguientes cambios:
{\displaystyle {\frac {d^{2}}{dx^{2}}}u,{\frac {d^{3}}{dx^{3}}}u,...}
{\displaystyle u'',u''',...}
{\displaystyle {\ddot {u}},{\overset {...}{u}},...}
Otro operador diferencial es el operador Θ, o operador theta, definido por
{\displaystyle \Theta =z{\frac {d}{dz}}}
Esto a veces también se llama el operador de homogeneidad, porque sus funciones propias son los monomios en z:
{\displaystyle \Theta (z^{k})=kz^{k},k=0,1,2,...}
En n variables el operador de homogeneidad está dado por
{\displaystyle \Theta =\sum _{k=1}^{n}x_{k}{\frac {\eth }{\eth x_{k}}}}
Como en una variable, los de Θ son los espacios de polinomios homogéneos.

### Operadores lineales ordinarios
- El uso y la creación de la notación {\displaystyle \scriptstyle D^{k}} para la derivada k-ésima se debe a Oliver Heaviside, quien consideraba los operadores diferenciales lineales ordinarios de la forma:

{\displaystyle {\begin{cases}{\mathcal {L}}:C^{1}(\Omega )\to C^{0}(\Omega )&\Omega \subset \mathbb {R} \\{\mathcal {L}}(f)(x)=\sum _{k=0}^{n}a_{k}(x)D^{k}f(x)&x\in \Omega \end{cases}}}

Donde:
{\displaystyle a_{k}(x)\,} son funciones definidas sobre el dominio {\displaystyle \Omega \,}.
{\displaystyle C^{1}(\Omega )\,} denota a las funciones diferenciables con continuidad en el dominio {\displaystyle \Omega \,}
{\displaystyle C^{0}(\Omega )\,} denota a las funciones continuas en el mismo dominio.
en su estudio de las ecuaciones diferenciales.
- La derivada simple es, como se ha dicho, un operador diferencial lineal sobre el conjunto de funciones reales de variable real.
- Una ecuación diferencial ordinaria se puede expresar mediante un operador lineal en la forma {\displaystyle {\mathcal {L}}y=f}, donde {\displaystyle y\,} es la función incógnita.

## Propiedades de los operadores diferenciales
- La diferenciación es lineal,  i.e.

{\displaystyle D(f+g)=(Df)+(Dg),\qquad D(af)=a(Df)}

en donde f y g son funciones y a es una constante.
- Cualquier polinomio en D con funciones como coeficientes es también un operador diferencial. También se pueden componer operadores diferenciales con la regla

{\displaystyle D_{1}\circ D_{2}(f)=D_{1}(D_{2}(f))}

- Esta última propiedad dota al conjunto de los operadores lineales, sobre un cierto espacio de funciones reales, de estructura de espacio vectorial sobre {\displaystyle \mathbb {R} } y de módulo izquierdo sobre el mismo conjunto de funciones. Eso último implica a su vez que el conjunto de operadores constituyen un álgebra asociativa.

- Se requiere de algo de cuidado: primero, cualesquiera coeficientes de función en el operador D2 deben ser diferenciables tantas veces como requiera la aplicación de D1. Para obtener un anillo de dichos operadores se debe suponer que se utilizan derivadas de todos los órdenes. Segundo, este anillo no debe ser conmutativo: un operador gD no es el mismo en general que Dg. De hecho se tiene por ejemplo la relación básica en mecánica cuántica: Dx − xD = 1.

- El subanillo de operadores que son polinomios en D con coeficientes constantes es, en contraste, conmutativo. Puede ser caracterizado de otra forma: consiste en los operadores de traslación invariantes.

### Operador inverso
Dado un operador diferencial lineal sobre un espacio de funciones reales de una sola variable real con condiciones de contorno homogénea, en el que todas las funciones que intervienen son continuas, existe un operador inverso que es un operador integral.
Dicho operador inverso vienen dado por la función de Green. Explicitémoslo considerando una ecuación diferencial de orden n sin constante :

{\displaystyle {\begin{cases}{\mathcal {L}}\{y(x)\}=f(x)&y(x)\in {\mathcal {D}}\\{\mathcal {D}}=\{z\in C^{1}(\mathbb {R} )|\sum _{j=0}^{n}a_{ij}D^{j}(z)=b_{i}\}&i\in \{0,\dots ,n\}\end{cases}}}

En este caso existe un operador integral {\displaystyle {\mathcal {K}}} dado por:

{\displaystyle y(x)={\mathcal {K}}\{f(x)\}=\int _{-\infty }^{+\infty }G({\bar {x}},x)f(x)d{\bar {x}}}

Tal que se cumple:

{\displaystyle {\mathcal {K\circ L}}\{z\}={\mathcal {L\circ K}}\{z\}=z(x),\quad \forall z\in {\mathcal {D}}}

## Operador Del o Nabla
El operador diferencial del, también llamado operador nabla, es un importante operador diferencial vectorial. Aparece frecuentemente en la física en lugares como la forma diferencial de las ecuaciones de Maxwell. En coordenadas cartesianas tridimensionales, del se define:
{\displaystyle \nabla ={\widehat {x}}{\frac {\eth }{\eth x}}+{\widehat {y}}{\frac {\eth }{\eth y}}+{\widehat {z}}{\frac {\eth }{\eth z}}}
Del se utiliza para calcular el gradiente de campos escalares; el rotacional y la divergencia de campos vectoriales; y el Laplaciano tanto de campos escalares como de campos vectoriales.

## Caso con varias variables
Análogamente al caso de una variable, cuando se consideran derivadas respecto a variables diferentes las derivadas parciales pueden escribirse como:

{\displaystyle {\partial  \over \partial x_{i}}=\partial _{x_{i}}=\partial _{i},\qquad {\partial ^{n} \over \partial x_{i_{1}}\dots \partial x_{i_{n}}}=\partial _{x_{i_{1}},\dots ,x_{i_{n}}}^{n}=\partial _{i_{1},\dots ,i_{n}}^{n}}

Además con derivadas parciales, se pueden hacer las mismas construcciones que en el caso de una variable. La derivación con respecto a variables distintas da como lugar a operadores que conmutan (ver teorema de Clairaut).
Un operador lineal en derivadas parciales de orden n tiene la forma:

{\displaystyle {\mathcal {L}}=\sum _{k=0}^{n}a_{i_{1}\dots i_{k}}(x)\partial _{i_{1}\dots i_{k}}^{k}(\cdot )}

Uno de los operadores diferenciales que se ve con más frecuencia es el operador laplaciano, que en coordenadas cartesianas se expresa

{\displaystyle \Delta =\sum _{k=1}^{n}{\partial ^{2} \over \partial x_{k}^{2}}=\nabla ^{2}}

Si Ω es un dominio en Rn y P un operador diferencial en Ω, entonces el adjunto de P se define en L2 (Ω) por la dualidad de la manera análoga:
Para todas las funciones L2 suaves f, g. Como las funciones suaves son densas en L2, esto define el adjunto en un subconjunto denso de L2: P * es un operador densamente definido.

### Varias variables
Si Ω es un dominio en Rn y P un operador diferencial en Ω, entonces el adjunto de P se define en L2 (Ω) por la dualidad de la manera análoga:

### Descripción independiente de las coordenadas
En la geometría diferencial y la geometría algebraica es con frecuencia conveniente tener una descripción independiente de las coordenadas de los operadores diferenciales entre dos grupos vectoriales. Sean E y F dos grupos de vectores sobre una variedad diferenciable M. Un operador es un mapeo de secciones, {\displaystyle P:\Gamma (E)\rightarrow \Gamma (F)\,\!} que se mapea el tallo o fibra de un fibrado de los gérmenes de {\displaystyle \Gamma (E)\,\!} en el punto {\displaystyle x\in M\,\!} a la fibra de F en x:

{\displaystyle P:\Gamma _{x}(E)\rightarrow F_{x}\,\!}.

Se dice que un operador P es un operador diferencial de orden k-ésimo si los factores a través del chorro del fibrado {\displaystyle J^{k}(E)\,\!}. En otras palabras, existe un mapeo lineal de conglomerados vectoriales

{\displaystyle i_{P}:J^{k}(E)\rightarrow F\,\!}

tal que {\displaystyle P=i_{P}\circ j^{k}} como en la siguiente composición:

{\displaystyle P:\Gamma _{x}(E)\rightarrow J^{k}(E)_{x}\rightarrow F_{x}\,\!}.

## Anillo de operadores diferenciales polinómicos

### Anillo de polinomio univariante diferencial operadores
Si R es un anillo,{\displaystyle R(D,X)} ser el anillo polinomial no conmutativo sobre R en la variable D y X, e I el ideal bidireccional Generado por DX-XD-1, entonces el anillo de operadores diferenciales polinomiales univariados sobre R es el anillo cociente {\displaystyle R(D,X)/I}. Este es un anillo simple no conmutativo. Todos los elementos pueden escribirse de una manera única como una combinación R-lineal de monomios de la forma {\displaystyle X^{a}D^{b}modI}. Apoya un análogo de la división euclidiana de polinomios.
Los módulos diferenciales {\displaystyle R[X]} (para la derivación estándar) se pueden identificar con módulos sobre {\displaystyle R(D,X)/I}

### Anillo de operadores diferenciales polinómicos multivariantes
Si R es un anillo,{\displaystyle R(D_{1},...,D_{n},X_{1},...,X_{n})} ser el anillo polinomial no conmutativo sobre R en las variables {\displaystyle (D_{1},...,D_{n},X_{1},...,X_{n})} y I el ideal de dos caras generado por los elementos {\displaystyle D_{i}X_{j}-X_{j}D_{i}-\delta _{i,j}D_{i}D_{j}-D_{j}D_{i},X_{j}X_{i}}para todos {\displaystyle 1\leq i,j\leq n} donde {\displaystyle \delta } es Kronecker delta, entonces el anillo de operadores diferenciales polinomiales multivariantes sobre R es el anillo cociente {\displaystyle R(D_{1},...,D_{n},X_{1},...,X_{n})/I}
Este es un anillo simple no conmutativo. Cada elemento se puede escribir de una manera única como una combinación R-lineal de monomios de la forma {\displaystyle X_{1}^{a1}...X_{n}^{an}D_{1}^{b1}...D_{n}^{bn}}

## Coordinate-independentdescription [dt
En geometría diferencial y geometría algebraica a menudo es conveniente tener una descripción independiente de coordenadas de operadores diferenciales entre dos haces vectoriales. Sea E y F dos haces vectoriales sobre un múltiple diferenciable M. Se dice que un mapeo R-lineal de secciones P: Γ (E) → Γ (F) es un operador diferencial lineal de orden k si factoriza a través del haz de chorro Jk (E). En otras palabras, existe un mapeo lineal de haces vectoriales
{\displaystyle ip:J^{k}(E)\longrightarrow F}
Tal que
{\displaystyle P=ipoj^{k}}
Donde jk: Γ (E) → Γ (Jk (E)) es la prolongación que se asocia a cualquier sección de E su k-jet.
Esto sólo significa que para una sección dada de E, el valor de P (s) en un punto x ∈ M está completamente determinado por el comportamiento infinitesimal de orden k de s en x. En particular, esto implica que P (s) (x) está determinada por el germen de s en x, que se expresa diciendo que los operadores diferenciales son locales. Un resultado fundamental es el teorema de Peetre que muestra que lo contrario también es cierto: cualquier operador local (lineal) es diferencial.

### Relación al álgebra conmutativa e
Una descripción equivalente, pero puramente algebraica, de los operadores diferenciales lineales es la siguiente: un mapa lineal R lineal P es un operador diferencial lineal de orden k, si para cualquier función lisa k + 1 {\displaystyle f_{0},...,f_{k}\in C^{\infty }(M)} tenemos
{\displaystyle [f_{k},[f_{k-1},[...[f_{0},P]...]]]=0.}
Aquí el corchete {\displaystyle [f,P]:\Gamma (E)\rightarrow (F)} se define como el conmutador
{\displaystyle [f,P](s)=P(f\centerdot s)-f\centerdot P(s)}
Esta caracterización de los operadores diferenciales lineales muestra que son mapeos particulares entre módulos sobre un álgebra conmutativa, permitiendo que el concepto sea visto como una parte del álgebra conmutativa.

## Ejemplos
- En aplicaciones a las ciencias físicas, los operadores como el operador de Laplace juegan un importante papel para escribir y solucionar ecuaciones diferenciales en derivadas parciales.
- La divergencia es un operador diferencial es un operador lineal en el espacio de vectorial de funciones {\displaystyle C^{1}(\mathbb {R} ^{n};\mathbb {R} )} constituye un endomorfismo lineal.
- El gradiente es un operador diferencial es un operador lineal del espacio de vectorial de funciones {\displaystyle C^{1}(\mathbb {R} ^{n};\mathbb {R} )} en {\displaystyle C^{0}(\mathbb {R} ^{n};\mathbb {R} ^{n})}.
- En la geometría diferencial los operadores de derivada exterior y derivada de Lie tienen un significado intrínseco.
- En álgebra abstracta el concepto de derivación significa que los operadores diferenciales pueden seguir definidos, aún en ausencia de los conceptos de cálculo basados en la geometría.

## ConjuntoOx,αn(h){\displaystyle O_{x,\alpha }^{n}(h)}de Operadores Fraccionales
El cálculo fraccional de conjuntos (Fractional Calculus of Sets (FCS)), mencionado por primera vez en el artículo titulado "Sets of Fractional Operators and Numerical Estimation of the Order of Convergence of a Family of Fractional Fixed-Point Methods", es una metodología derivada del cálculo fraccional. El concepto principal detrás del FCS es la caracterización de los elementos del cálculo fraccional utilizando conjuntos debido a la gran cantidad de operadores fraccionales disponibles. Esta metodología se originó a partir del desarrollo del método de Newton-Raphson fraccional  y trabajos relacionados posteriores.

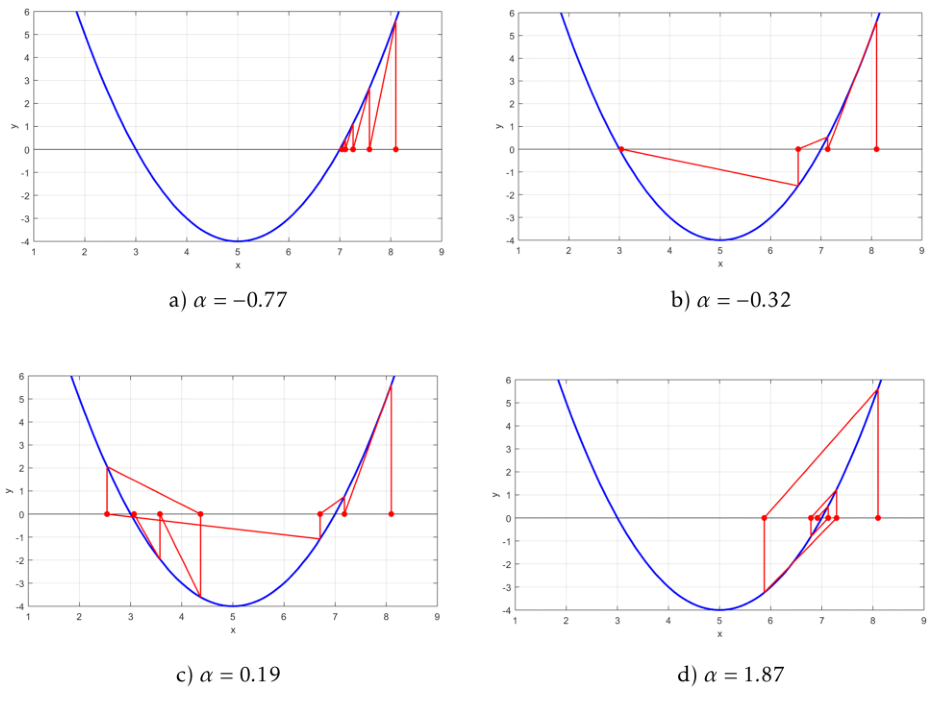
Ilustración de algunas líneas generadas por el método de Newton–Raphson fraccional para la misma condición inicial pero con diferentes órdenes del operador fraccional implementado. Fuente: [https://www.sciencedirect.com/science/article/abs/pii/S0096300322003058?via%3Dihub Applied Mathematics and Computation

El cálculo fraccional, una rama de las matemáticas que trata con derivadas de orden no entero, surgió casi simultáneamente con el cálculo tradicional. Esta emergencia fue en parte debido a la notación de Leibniz para derivadas de orden entero: {\displaystyle {\frac {d^{n}}{dx^{n}}}}. Gracias a esta notación, L’Hopital pudo preguntar en una carta a Leibniz sobre la interpretación de tomar {\displaystyle n={\frac {1}{2}}} en una derivada. En ese momento, Leibniz no pudo proporcionar una interpretación física o geométrica para esta pregunta, por lo que simplemente respondió a L’Hopital en una carta que "... es una aparente paradoja de la cual, algún día, se derivarán consecuencias útiles".
El nombre "cálculo fraccional" se origina a partir de una pregunta histórica, ya que esta rama del análisis matemático estudia derivadas e integrales de un cierto orden {\displaystyle \alpha \in \mathbb {R} }. Actualmente, el cálculo fraccional carece de una definición unificada de lo que constituye una derivada fraccional. En consecuencia, cuando no es necesario especificar explícitamente la forma de una derivada fraccional, típicamente se denota de la siguiente manera:
Los operadores fraccionales tienen varias representaciones, pero una de sus propiedades fundamentales es que recuperan los resultados del cálculo tradicional a medida que {\displaystyle \alpha \to n}. Considerando una función escalar {\displaystyle h:\mathbb {R} ^{m}\to \mathbb {R} } y la base canónica de {\displaystyle \mathbb {R} ^{m}} denotada por {\displaystyle \{{\hat {e}}_{k}\}_{k\geq 1}}, el siguiente operador fraccional de orden {\displaystyle \alpha } se define utilizando notación de Einstein:
Denotando {\displaystyle \partial _{k}^{n}} como la derivada parcial de orden {\displaystyle n} con respecto al componente {\displaystyle k}-ésimo del vector {\displaystyle x}, se define el siguiente conjunto de operadores fraccionales:
{\displaystyle O_{x,\alpha }^{n}(h):=\left\{o_{x}^{\alpha }:\exists o_{k}^{\alpha }h(x){\text{ y }}\lim _{\alpha \to n}o_{k}^{\alpha }h(x)=\partial _{k}^{n}h(x)\ \forall k\geq 1\right\},}
cuyo complemento es:
{\displaystyle O_{x,\alpha }^{n,c}(h):=\left\{o_{x}^{\alpha }:\exists o_{k}^{\alpha }h(x)\ \forall k\geq 1{\text{ y }}\lim _{\alpha \to n}o_{k}^{\alpha }h(x)\neq \partial _{k}^{n}h(x){\text{ para al menos un }}k\geq 1\right\}.}
Como consecuencia, se define el siguiente conjunto:

### Extensión a Funciones Vectoriales
Para una función {\displaystyle h:\Omega \subset \mathbb {R} ^{m}\to \mathbb {R} ^{m}}, el conjunto se define como:
donde {\displaystyle [h]_{k}:\Omega \subset \mathbb {R} ^{m}\to \mathbb {R} } denota el {\displaystyle k}-ésimo componente de la función {\displaystyle h}.